# Hồn Nguyên
Hồn Nguyên (chữ Hán giản thể: 浑源县, âm Hán Việt: Hồn Nguyên huyện) là một huyện thuộc thành phố Đại Đồng, tỉnh Sơn Tây, Cộng hòa Nhân dân Trung Hoa. Huyện Hồn Nguyên có diện tích 1965 km², dân số năm 2002 là 350.000 người. Huyện Hồn Nguyên được chia thành các đơn vị hành chính gồm 6 trấn, 12 hương.
- Trấn: Vĩnh An, Sa Khất Đà, Vương Trang Bảo, Tây Phường Thành, Thái Thôn, Đại Từ Diêu.
- Hương: Nam DU Lâm, Hoàng Hoa Than, Bùi Thôn, Tây Lưu Thôn, Hạ Hàn Thôn, Đà Phong, Đại Nhị Trang.

## Khí hậu
| Dữ liệu khí hậu của Hồn Nguyên, elevation 1.079 m (3.540 ft), (1991–2020 normals, extremes 1981–2010) | Dữ liệu khí hậu của Hồn Nguyên, elevation 1.079 m (3.540 ft), (1991–2020 normals, extremes 1981–2010) | Dữ liệu khí hậu của Hồn Nguyên, elevation 1.079 m (3.540 ft), (1991–2020 normals, extremes 1981–2010) | Dữ liệu khí hậu của Hồn Nguyên, elevation 1.079 m (3.540 ft), (1991–2020 normals, extremes 1981–2010) | Dữ liệu khí hậu của Hồn Nguyên, elevation 1.079 m (3.540 ft), (1991–2020 normals, extremes 1981–2010) | Dữ liệu khí hậu của Hồn Nguyên, elevation 1.079 m (3.540 ft), (1991–2020 normals, extremes 1981–2010) | Dữ liệu khí hậu của Hồn Nguyên, elevation 1.079 m (3.540 ft), (1991–2020 normals, extremes 1981–2010) | Dữ liệu khí hậu của Hồn Nguyên, elevation 1.079 m (3.540 ft), (1991–2020 normals, extremes 1981–2010) | Dữ liệu khí hậu của Hồn Nguyên, elevation 1.079 m (3.540 ft), (1991–2020 normals, extremes 1981–2010) | Dữ liệu khí hậu của Hồn Nguyên, elevation 1.079 m (3.540 ft), (1991–2020 normals, extremes 1981–2010) | Dữ liệu khí hậu của Hồn Nguyên, elevation 1.079 m (3.540 ft), (1991–2020 normals, extremes 1981–2010) | Dữ liệu khí hậu của Hồn Nguyên, elevation 1.079 m (3.540 ft), (1991–2020 normals, extremes 1981–2010) | Dữ liệu khí hậu của Hồn Nguyên, elevation 1.079 m (3.540 ft), (1991–2020 normals, extremes 1981–2010) | Dữ liệu khí hậu của Hồn Nguyên, elevation 1.079 m (3.540 ft), (1991–2020 normals, extremes 1981–2010) |
| Tháng                                                                                                 | 1 | 2 | 3 | 4 | 5 | 6 | 7 | 8 | 9 | 10 | 11 | 12 | Năm                                                                                                   |
| --- | --- | --- | --- | --- | --- | --- | --- | --- | --- | --- | --- | --- | --- |
| Cao kỉ lục °C (°F)                                                                                    | 11.5 (52.7)                                                                                           | 20.4 (68.7)                                                                                           | 25.6 (78.1)                                                                                           | 34.8 (94.6)                                                                                           | 35.1 (95.2)                                                                                           | 39.7 (103.5)                                                                                          | 37.7 (99.9)                                                                                           | 34.3 (93.7)                                                                                           | 33.9 (93.0)                                                                                           | 28.0 (82.4)                                                                                           | 21.2 (70.2)                                                                                           | 15.2 (59.4)                                                                                           | 39.7 (103.5)                                                                                          |
| Trung bình ngày tối đa °C (°F)                                                                        | −2.3 (27.9)                                                                                           | 2.5 (36.5)                                                                                            | 9.5 (49.1)                                                                                            | 17.4 (63.3)                                                                                           | 23.6 (74.5)                                                                                           | 27.5 (81.5)                                                                                           | 28.5 (83.3)                                                                                           | 27.0 (80.6)                                                                                           | 22.4 (72.3)                                                                                           | 15.5 (59.9)                                                                                           | 6.7 (44.1)                                                                                            | −0.7 (30.7)                                                                                           | 14.8 (58.6)                                                                                           |
| Trung bình ngày °C (°F)                                                                               | −10.9 (12.4)                                                                                          | −6.0 (21.2)                                                                                           | 1.5 (34.7)                                                                                            | 9.6 (49.3)                                                                                            | 16.3 (61.3)                                                                                           | 20.6 (69.1)                                                                                           | 22.2 (72.0)                                                                                           | 20.2 (68.4)                                                                                           | 14.8 (58.6)                                                                                           | 7.4 (45.3)                                                                                            | −1.1 (30.0)                                                                                           | −8.6 (16.5)                                                                                           | 7.2 (44.9)                                                                                            |
| Tối thiểu trung bình ngày °C (°F)                                                                     | −17.5 (0.5)                                                                                           | −13.0 (8.6)                                                                                           | −5.6 (21.9)                                                                                           | 1.5 (34.7)                                                                                            | 8.1 (46.6)                                                                                            | 13.2 (55.8)                                                                                           | 15.8 (60.4)                                                                                           | 13.9 (57.0)                                                                                           | 7.9 (46.2)                                                                                            | 0.8 (33.4)                                                                                            | −7.1 (19.2)                                                                                           | −14.7 (5.5)                                                                                           | 0.3 (32.5)                                                                                            |
| Thấp kỉ lục °C (°F)                                                                                   | −31.4 (−24.5)                                                                                         | −29.0 (−20.2)                                                                                         | −25.1 (−13.2)                                                                                         | −12.3 (9.9)                                                                                           | −6.7 (19.9)                                                                                           | 2.3 (36.1)                                                                                            | 5.9 (42.6)                                                                                            | 2.2 (36.0)                                                                                            | −3.7 (25.3)                                                                                           | −12.0 (10.4)                                                                                          | −24.1 (−11.4)                                                                                         | −30.3 (−22.5)                                                                                         | −31.4 (−24.5)                                                                                         |
| Lượng Giáng thủy trung bình mm (inches)                                                               | 2.7 (0.11)                                                                                            | 4.8 (0.19)                                                                                            | 8.0 (0.31)                                                                                            | 17.8 (0.70)                                                                                           | 38.9 (1.53)                                                                                           | 53.8 (2.12)                                                                                           | 95.5 (3.76)                                                                                           | 89.6 (3.53)                                                                                           | 57.2 (2.25)                                                                                           | 27.0 (1.06)                                                                                           | 9.5 (0.37)                                                                                            | 2.8 (0.11)                                                                                            | 407.6 (16.04)                                                                                         |
| Số ngày giáng thủy trung bình (≥ 0.1 mm)                                                              | 2.8                                                                                                   | 3.3                                                                                                   | 4.3                                                                                                   | 5.6                                                                                                   | 8.0                                                                                                   | 10.9                                                                                                  | 12.6                                                                                                  | 11.6                                                                                                  | 9.2                                                                                                   | 6.4                                                                                                   | 4.1                                                                                                   | 2.9                                                                                                   | 81.7                                                                                                  |
| Số ngày tuyết rơi trung bình                                                                          | 3.9                                                                                                   | 4.7                                                                                                   | 4.4                                                                                                   | 1.4                                                                                                   | 0.1                                                                                                   | 0 | 0 | 0 | 0 | 0.5                                                                                                   | 3.8                                                                                                   | 4.1                                                                                                   | 22.9                                                                                                  |
| Độ ẩm tương đối trung bình (%)                                                                        | 56 | 50 | 46 | 42 | 42 | 53 | 67 | 71 | 68 | 62 | 59 | 57 | 56 |
| Số giờ nắng trung bình tháng                                                                          | 167.4                                                                                                 | 175.1                                                                                                 | 216.6                                                                                                 | 232.4                                                                                                 | 256.8                                                                                                 | 238.3                                                                                                 | 233.5                                                                                                 | 228.5                                                                                                 | 212.9                                                                                                 | 205.9                                                                                                 | 173.6                                                                                                 | 161.2                                                                                                 | 2.502,2                                                                                               |
| Phần trăm nắng có thể                                                                                 | 55 | 57 | 58 | 58 | 58 | 53 | 52 | 54 | 58 | 60 | 59 | 56 | 57 |
| Nguồn: China Meteorological Administration                                                            | | | | | | | | | | | | | |